# Maria Immaculata de Bourbon-Două Sicilii (1874–1947)

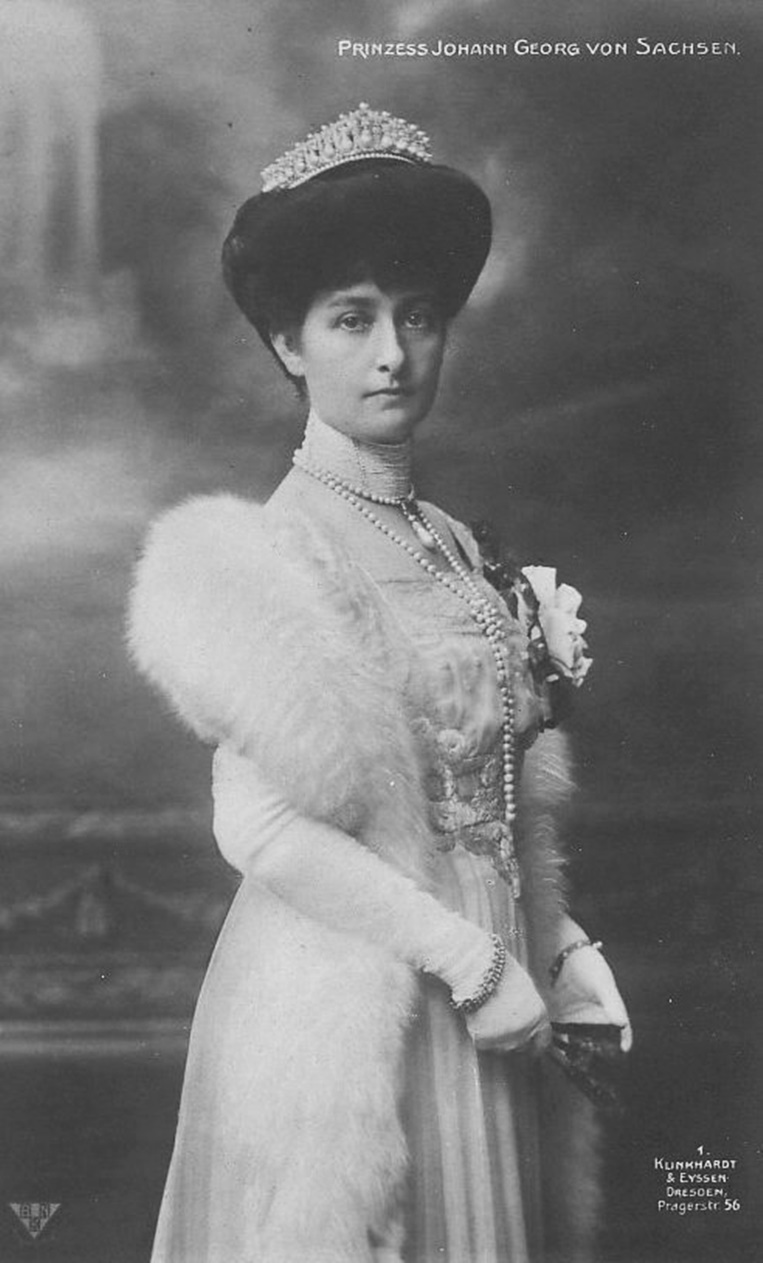
Maria Immaculata de Bourbon-Două Sicilii

Prințesa Maria Immaculata Cristina Pia Isabella de Bourbon-Două Sicilii (italiană Maria Immacolata Speranza Pia Teresa Cristina Filomena Lucia Anna Isabella Cecilia Apollonia Barbara Agnese Zenobia, Principessa di Borbone delle Due Sicilie; 30 octombrie 1874, Cannes, Franța – 28 noiembrie 1947, Muri, Elveția) a fost al patrulea copil și fiica cea mare a Prințului Alfonso, Conte de Caserta și a soției acestuia, Prințesa Antonietta a celor Două Sicilii.

## Biografie
La 30 octombrie 1906, la Cannes, Maria Immaculata s-a căsătorit cu Prințul Johann Georg al Saxoniei, al șaselea copil și al doilea fiu al regelui George al Saxoniei și a soției acestuia, Maria Anna a Portugaliei. Soacra lui, Maria Anna, era fiica reginei Maria a II-a a Portugaliei și a regelui Ferdinand al II-lea al Portugaliei. Cuplul nu a avut copii.